# The Soul of the South
The Soul of the South è un cortometraggio muto del 1913 diretto da Thomas H. Ince. La storia, tratta da un soggetto scritto per lo schermo da William Clifford, è ambientata al tempo della Guerra di Secessione.

## Produzione
Il film fu prodotto dalla Kay-Bee Pictures.

## Distribuzione
Il film - un cortometraggio in due bobine - uscì nelle sale statunitensi il 12 dicembre 1913, distribuito dalla Mutual Film.